# Епархия Инкоу
 Епархия Инкоу  (лат. Dioecesis Imcheuvensis) — епархия Римско-Католической церкви с центром в городе Инкоу, Китай. Епархия Инкоу входит в митрополию Шэньяна. С 1983 года кафедра епархии Инкоу является Sede vacante.

## История
14 июля 1949 года Римский папа Пий XII издал буллу «Ne Sacri Pastores», которой учредил епархию Инкоу, выделив её из архиепархии Шэньяна.

## Ординарии епархии
- епископ Андре-Жан Верино (14.07.1949 — 10.01.1983)
  - Sede vacante (с 10.01.1983 – по настоящее время)

## Источник
- Annuario Pontificio, Libreria Editrice Vaticana, Città del Vaticano, 2003, ISBN 88-209-7422-3
- Булла Ne Sacri Pastores, AAS 42 (1950), p. 169  (лат.)